# Zernikebrug
De Zernikebrug is een dubbele stalen basculebrug over het Reitdiep. De brug vormt een verbinding tussen de wijk Reitdiep en het Zernikecomplex en is genoemd naar het Zernikecomplex, dat weer genoemd is naar winnaar van de Nobelprijs voor Natuurkunde Frits Zernike (1888-1966). De straatnaam ter plaatse van de brug is Professor Uilkensweg, genoemd naar Jacobus Albertus Uilkens. De brug is ontworpen door Maarten Schmitt, die ook bekend is van het ontwerpen van de Abel Tasmanbrug, de Gerrit Krolbrug en het politiebureau in de Korrewegwijk. 
De draaipunten van de brug zijn herkenbaar door ronde schijven aan weerszijden van de brug met daarop de tekst Zernikebrug. Tussen de bruggen is een ruimte van 13 meter breed. Deze ruimte is bedoeld voor een derde brug die nog niet is aangelegd. De brug wordt bediend vanuit het brugwachtershuisje bij de Pleiadenbrug.